# ديانا كابريرا
ديانا كابريرا هي لاعبة رماية كندية، ولدت في 18 مارس 1984 في تورونتو في كندا.

## روابط خارجية
- ديانا كابريرا على موقع اتحاد ألعاب الكومنولث (مؤرشف) (الإنجليزية)
- ديانا كابريرا على موقع دورة ألعاب الكومنولث 2006 (مؤرشف) (الإنجليزية)